# Frank Jarvis
Pour les articles homonymes, voir Jarvis.
Frank Washington Jarvis (31 août 1878 - 2 juin 1933) était un athlète américain, spécialisé dans le sprint, qui fut champion olympique du 100 mètres des Jeux olympiques de Paris en 1900.

## Biographie
Lorsqu'il se présente en finale du 100 mètres des JO de Paris, Franck Jarvis vient d'égaler en série le record du monde de la distance : 10 s 8. Mais il n'est pourtant pas le favori de la finale. En effet, le 100 mètres est alors dominé par son compatriote Arthur Duffey invaincu depuis 2 ans aux États-Unis et qui vient de le battre en remportant les championnats d'Angleterre à Stamford Bridge.
En finale olympique du 100 mètres, sur la piste en herbe de la Croix Catalan, Arthur Duffey réalise un fantastique départ. Mais à mi-course, alors qu'il mène largement et qu'il semble pouvoir pulvériser le record du monde, il s'écroule sur la gazon parisien, victime d'un claquage ou d'une déchirure musculaire à la cuisse, laissant la victoire à Frank Jarvis en 11" devant l'américain John Tewksbury et l'australien Stanley Rowley.
Aux mêmes JO, Frank Jarvis était également inscrit dans l'épreuve du triple saut (à l'époque sans élan), mais il ne se qualifia pas pour la finale.
Après sa carrière de coureur, comme son prédécesseur au palmarès olympique, Thomas Burke, il devient avocat.

## Palmarès
- Jeux olympiques de 1900 à Paris,  France
  -  Médaille d'or sur 100 m

## Liens externes

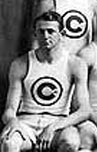
Frank Jarvis, toujours en 1900.